# Дефне Тач'їлдиз
Дефне Тач'їлдиз (тур. Defne Taçyıldız, 5 лютого 2003) — турецька плавчиня.
Учасниця Олімпійських Ігор 2020 року, де в півфіналах на дистанції 200 метрів батерфляєм посіла 14-те місце і не потрапила до фіналу.